# Daniel Kawczynski
Daniel Kawczynski, né le 24 janvier 1972 à Varsovie, est un homme politique britannique, membre du Parti conservateur.

## Biographie

### Enfance et vie privée
Originaire de Pologne, Daniel Kawczynski est arrivé avec sa mère au Royaume-Uni à l'âge de six ans. Il est catholique.
Il rencontre sa future femme Kate à l'université de Stirling alors qu'ils sont étudiants. Ils se marient en 2000 et divorcent en 2011. Deux ans plus tard, Daniel Kawczynski annonce qu'il est en couple avec un homme. Il est alors le premier élu au Parlement britannique à faire son coming out bisexuel,,.

### Carrière politique
En 2001, il se présente à la Chambre des communes dans la circonscription de Ealing Southall, sans succès. En 2005, il est élu au Parlement dans la circonscription de Shrewsbury and Atcham. Avec 37,7 % des suffrages, il remporte un siège jusqu'alors détenu par le Parti travailliste. Il est alors le premier député à être né dans un pays communiste. Il est réélu en 2010, 2015, 2017 et 2019.
Daniel Kawczynski est également le plus grand député de l'histoire du Royaume-Uni, mesurant plus de deux mètres. En 2006, il milite pour augmenter la taille standard des portes des constructions nouvelles, à 7 pieds (213,36 cm).
Bien que membre du groupe Cornerstone (en), qui regroupe des élus chrétiens conservateurs, il vote en faveur du mariage homosexuel,. En matière de politique étrangère, il est connu pour ses positions en faveur de l'Arabie Saoudite.